# Goran Stojanović (Handballspieler, 1977)
Goran Stojanović (serbisch-kyrillisch Горан Стојановић; * 24. Februar 1977 in Bar, SR Montenegro, SFR Jugoslawien) ist ein katarischer Handballtorwart montenegrinischer Herkunft.
Goran Stojanović hat 1,92 m Körperlänge. Er ist verheiratet und Vater einer Tochter.
Ab dem Sommer 2006 spielte Stojanović beim VfL Gummersbach. Nach der Saison 2010/11 nutzte er eine Klausel in seinem Vertrag und wechselte vorzeitig zu den Rhein-Neckar Löwen. Er unterschrieb dort einen Dreijahresvertrag bis zum 30. Juni 2014. Anschließend ging er zum katarischen Verein al-Jaish SC.
Für die Nationalmannschaft der Bundesrepublik Jugoslawien und deren Nachfolger Serbien und Montenegro sowie Montenegro bestritt Stojanović insgesamt 53 Länderspiele. Sein letztes Länderspiel für Montenegro bestritt er im Januar 2010. Seit 2013 besitzt er die katarische Staatsbürgerschaft, um den Gastgeber der Weltmeisterschaft 2015 zu unterstützen. Mit Katar nahm er 2014 an der Asienmeisterschaft und an den Asienspielen teil, bei denen er mit seinem Team jeweils die Goldmedaille gewann. 2016 gewann er erneut die Asienmeisterschaft. Weiterhin nahm er an den Olympischen Spielen 2016 in Rio de Janeiro teil.
Er wurde mit Katar 2015 Vizeweltmeister.

## Erfolge
- EHF-Pokal: 2009
- Europapokalsieger der Pokalsieger: 2010, 2011
- EHF Europa Pokal: 2013
- Asienmeister 2014, 2016